# Silje Øyre Slind
Silje Øyre Slind (* 9. Februar 1988) ist eine norwegische Skilangläuferin.

## Werdegang
Slind, die für den Oppdal Idrettslag startet, nimmt seit 2005 an Wettbewerben der Fédération Internationale de Ski teil. Seit 2010 tritt sie vorwiegend beim Scandinavian Cup an. Ihre ersten Weltcuprennen lief sie im November 2011 in Sjusjoen, welches sie auf dem 32. Platz über 10 km Freistil und auf dem siebten Rang mit der Staffel beendete. Im April 2013 gewann sie bei den norwegischen Meisterschaften in Løten Bronze im 30-km-Massenstartrennen. Bei der Winter-Universiade 2013 in Lago di Tesero belegte sie den siebten Platz über 5 km Freistil und den sechsten Rang mit der Staffel. Im März 2014 siegte sie beim Storlirennet über 21 km Freistil. Zu Beginn der Saison 2014/15 errang sie bei der Nordic Opening in Lillehammer den 50. Platz in der Gesamtwertung. Dabei holte sie mit dem 15. Platz beim Sprintrennen ihre ersten Weltcuppunkte. Eine Woche später gewann sie im 20-km-Massenstartrennen in Lillehammer ihr erstes Rennen im Scandinaviancup. Es folgten weitere Top-Zehn-Platzierungen im Scandinavian Cup, den sie auf den zweiten Platz in der Gesamtwertung beendete. Im Januar 2015 erreichte sie in Rybinsk mit dem sechsten Platz im Sprint ihre erste Top-Zehn-Platzierung bei einem Weltcupeinzelrennen. In der Saison 2015/16 kam sie im Scandinavian Cup fünfmal unter die ersten Zehn, darunter zwei dritte Plätze und belegte damit den sechsten Platz in der Gesamtwertung. In der folgenden Saison errang sie den 51. Platz bei der Weltcup-Minitour in Lillehammer und den 16. Platz bei der Tour de Ski 2016/17. Im Februar erreichte sie in Pyeongchang mit Platz zwei im Sprint und Platz zwei zusammen mit Anna Svendsen im Teamsprint ihre ersten Podestplatzierungen im Weltcup. Die Saison beendete sie auf dem 27. Platz im Gesamtweltcup. Im folgenden Jahr gewann sie das Haukelirennet über 32 km Freistil. In der Saison 2018/19 errang sie den 37. Platz beim Lillehammer Triple und im Januar 2019 bei den norwegischen Meisterschaften den ersten Platz mit der Staffel und Ende März 2019 zusammen mit Kari Øyre Slind den dritten Platz im Teamsprint.
Seit der Saison 2022/23 nimmt Slind vorwiegend an den Ski Classics teil. Dabei wurde sie in der Saison 2022/23 Achte und 2023/24 Zehnte in der Gesamtwertung. In der Saison 2024/25 gewann sie den La Diagonela und errang mit einem zweiten Platz sowie drei dritten Plätzen den fünften Platz in der Gesamtwertung der Ski Classics.

## Privates
Ihre Schwestern Kari Øyre Slind und Astrid Øyre Slind sind ebenfalls Skilangläuferinnen. Sie gewannen als Staffel mehrfach Gold bei den norwegischen Meisterschaften.

## Erfolge

### Siege bei Continental-Cup-Rennen
| Nr. | Datum             | Ort         | Disziplin                   | Serie            |
| --- | ----------------- | ----------- | --------------------------- | ---------------- |
| 1.  | 14. Dezember 2014 | Lillehammer | 20 km klassisch Massenstart | Scandinavian Cup |
| 2.  | 13. Dezember 2019 | Vuokatti    | Sprint klassisch            | Scandinavian Cup |

### Siege bei Ski-Classics-Rennen
| Nr. | Datum           | Ort             | Rennen       | Disziplin                   |
| --- | --------------- | --------------- | ------------ | --------------------------- |
| 1.  | 19. Januar 2025 | Pontresina–Zuoz | La Diagonela | 43 km klassisch Massenstart |

## Platzierungen im Weltcup

### Weltcup-Statistik
Die Tabelle zeigt die erreichten Platzierungen im Einzelnen.
- 1.–3. Platz: Anzahl der Podiumsplatzierungen
- Top 10: Anzahl der Platzierungen unter den ersten zehn
- Punkteränge: Anzahl der Platzierungen innerhalb der Punkteränge
- Starts: Anzahl gelaufener Rennen in der jeweiligen Disziplin
- Hinweis: Bei den Distanzrennen erfolgt die Einordnung gemäß FIS.

| Platzierung               | Distanzrennen a | Distanzrennen a | Distanzrennen a | Distanzrennen a | Distanzrennen a | Skiathlon Verfolgung | Sprint | Etappen- rennen b | Gesamt | Team   | Team    |
| Platzierung               | ≤ 5 km          | ≤ 10 km         | ≤ 15 km         | ≤ 30 km         | > 30 km         | Skiathlon Verfolgung | Sprint | Etappen- rennen b | Gesamt | Sprint | Staffel |
| ------------------------- | --------------- | --------------- | --------------- | --------------- | --------------- | -------------------- | ------ | ----------------- | ------ | ------ | ------- |
| 1. Platz                  |                 |                 |                 |                 |                 |                      |        |                   |        |        |         |
| 2. Platz                  |                 |                 |                 |                 |                 |                      | 1      |                   | 1      | 1      |         |
| 3. Platz                  |                 |                 |                 |                 |                 |                      |        |                   |        |        |         |
| Top 10                    |                 | 1               |                 |                 |                 | 2                    | 3      |                   | 6      | 1      | 4       |
| Punkteränge               | 2               | 11              | 2               | 4               |                 | 11                   | 8      | 2                 | 40     | 1      | 4       |
| Starts                    | 4               | 18              | 2               | 9               |                 | 14                   | 25     | 6                 | 78     | 1      | 4       |
| Stand: Saisonende 2021/22 |                 |                 |                 |                 |                 |                      |        |                   |        |        |         |

### Weltcup-Gesamtplatzierungen
| Saison  | Gesamt | Gesamt | Distanz | Distanz | Sprint | Sprint |
| Saison  | Punkte | Platz  | Punkte  | Platz   | Punkte | Platz  |
| ------- | ------ | ------ | ------- | ------- | ------ | ------ |
| 2014/15 | 112    | 51.    | 56      | 42.     | 56     | 36.    |
| 2015/16 | 18     | 79.    | 18      | 53.     | -      | -      |
| 2016/17 | 300    | 27.    | 157     | 25.     | 83     | 26.    |
| 2017/18 | 158    | 40.    | 75      | 37.     | 59     | 34.    |
| 2018/19 | 35     | 77.    | 35      | 51.     | -      | -      |
| 2019/20 | 45     | 66.    | 39      | 45.     | 6      | 77.    |